# Elección presidencial de Burkina Faso de 1991
Las elecciones presidenciales de Burkina Faso de 1991 se efectuaron el 1 de diciembre de ese mismo año. Estos comicios, en los que triunfó Blaise Compaoré, presidente en ejercicio desde 1987 de manera autoritaria, fueron boicoteadas por la oposición, al no asistir a las urnas ni a inscribir candidaturas presidenciales.

## Antecedentes
Blaise Compaoré venía gobernando de facto el país de Burkina Faso desde 1987, cuando terminó con el gobierno de Thomas Sankara a través de un golpe de Estado. En 1990 convocó un referéndum constitucional el cual aprobó una nueva carta fundamental para el país y llamó a elecciones presidenciales multipartidista para validar su presidencia. Sin embargo, ningún partido se presentó en estas elecciones dejando como vencedor inmediato a Compaoré.

## Resultados
| Candidato                   | Candidato                   | Candidato                   | Partido                     | Votos     | %                 |
| --------------------------- | --------------------------- | --------------------------- | --------------------------- | --------- | ----------------- |
|                             |                             | Blaise Compaoré             | ODT-MT                      | 750 146   | \| \| 100 % \|    |
| Total de votos válidos      | Total de votos válidos      | Total de votos válidos      | Total de votos válidos      | 750 146   | 86,42 %           |
| Votos nulos y blancos       | Votos nulos y blancos       | Votos nulos y blancos       | Votos nulos y blancos       | 117 892   | 13,58 %           |
| Total de sufragios emitidos | Total de sufragios emitidos | Total de sufragios emitidos | Total de sufragios emitidos | 868 038   | 100 %             |
| Total de inscritos          | Total de inscritos          | Total de inscritos          | Total de inscritos          | 3 179 053 | Abstención: 72,7% |
|                             | 100 %                       |                             |                             |           |                   |